# Republica Socialistă Serbia
Republica Socialistă Serbia (în sârbocroată Socijalistička Republika Srbija, cu caractere chirilice: Социјалистичка Република Србија) a fost un stat socialist, și o țară constituțională în Republica Socialistă Federativă Iugoslavia. Acesta a fost un predecesor al actualei Serbii moderne, care a reprezentat cea mai mare republică în federația iugoslavă, deținea numărul cel mai mare al populației dintre toate republicile iugoslave și a găzduit dezvoltarea economică și politică cea mai mare din Republica Socialistă Federativă Iugoslavia, iar capitala acestuia Belgrad, a fost de asemenea și capitala Iugoslaviei.

## Istorie
Din 1945 până în 1963, republica a fost oficial cunoscută ca Republica Populară a Serbiei (Narodna Republika Srbija), și din 1963 până în 1990 ca Republica Socialistă Serbia (Socijalistička Republika Srbija). Republica a fost împărțită în 1974 pentru a include două provincii autonome, Voivodina și Kosovo care aveau aceleași drepturi și privilegii precum republicile constituționale ale Iugoslaviei.
În cea mai mare parte a existenței sale în R.S.F.I, Serbia a fost loială, și în general subordonată guvernului federativ. Acest lucru sa schimbat după moartea lui Tito, în 1980 și răscoala naționalismul albanezilor precum și a sârbilor, care a dus la o împărțită în Liga comuniștilor cu privire la modul de a răspunde. O serie de lovituri succesive în conducerea Partidului Comunist din Serbia, precum și în Muntenegru au avut loc din 1988 până în 1989, condusă de Slobodan Miloșevici, care sprijinea naționalismul sârb din Kosovo pentru a elimina autonomia provinciei.
În 1989, Miloșevici a devenit președintele republicii, și a cerut guvernului federativ iugoslav să acționeze pentru interesele Serbiei în Kosovo, prin trimiterea Armatei Populare Iugoslave, pentru a prelua conducerea provinciei. Opoziția la o astfel de decizie precum și cererile Serbiei pentru un sistem "un singur membru, un singur vot" în Liga Iugoslavă a Comuniștilor care ar fi dat o majoritate de voturi pentru sârbi, vor duce la revolte etnice și la căderea Ligii Comuniste din Iugoslavia, precum și înseși Iugoslaviei în 1991.
După 1990, statul a fost cunoscut doar ca Republica Serbia (Republika Srbija), o republică constituțională din rămășița Republicii Federale Iugoslavia, iar apoi ca Serbia și Muntenegru până în 2006, când Serbia a devenit un stat independent.

## Diviziuni administrative
În cadrul Republicii Socialiste Serbia, au existat două provincii autonome: Provincia Socialistă Autonomă Voivodina și Provincia Socialistă Autonomă Kosovo. Partea centrală din Republica Socialistă Serbia, situată în afara celor două provincii autonome a fost, în general cunoscut sub numele de "Serbia proprie" ("Uža Srbija").

## Demografie

### Recensământul din 1971
În 1971, populația din Republica Socialistă Serbia era de 8.446.591 de locuitori, dintre care:
- Sârbi = 6.142.071 (72.71%)
- Albanezi = 984.761 (11.66%)
- Unguri = 430.314 (5.10%)
- Croați = 184.913 (2.19%)
- Musulmani = 154.330 (1.83%)
- Iugoslavi = 123.824 (1.47%)
- Slovaci = 76.733
- Români (Banat/Timoc) = 72.143
- Bulgari = 53.800
- Romi = 49.894
- Macedoneni = 42.675
- Rusini = 20.608
- Turci = 18.220
- Sloveni = 15.955

### Recensământul din 1981
În 1981, populația din Republica Socialistă Serbia era de 9.313.677 de locuitori, dintre care:
- Sârbi = 6.331.527 (67.96%)
- Albanezi = 1.303.032 (13.99%)
- Iugoslavi = 441.941 (4.75%)
- Unguri = 390.468 (4.19%)
- Musulmani = 215.166 (2.31%)
- Croați = 149.368 (1.60%)
- Romi = 110.956 (1.19%)
- Macedoneni = 48.986
- Sloveni = 12.006

## Politică

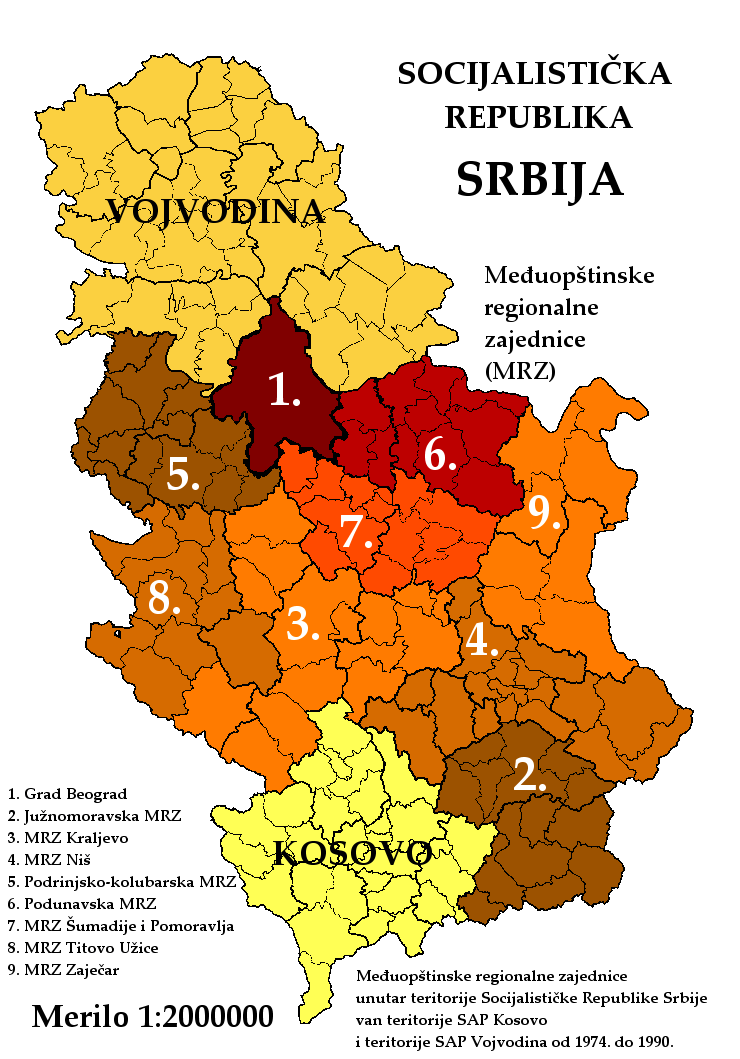
Administrarea diviziunilor R.S. Serbia din 1974-1990

În Republica Socialistă, unicul partid politic legal a fost Liga Comuniștilor din Serbia (Savez komunista Srbije), care a făcut parte din Liga Comuniștilor din Iugoslavia. Partidul a rămas relativ stabil și loial partidului federației până spre sfârșitul anilor 1980, când partidul a fost dezbinat ce măsuri să fie aplicate în Kosovo, când protestele și luptele s-au dezlănțuit între etnicii albanezi și sârbi.
Cei mai mulți comuniști l-au susținut pe președintele Ivan Stambolic, care a continuat să caute modalități pentru a rezolva disputele, în timp ce mai mulți membrii radicaliști și naționaliști l-au susținut pe Slobodan Miloșevici care susținea protecția sârbilor din Kosovo, argumentate de acești că populația lor era presată să plece din provincie din cauza albanezilor separatiști. Miloșevici s-a folosit de simțământul și de opoziția publicului la separatismul provinciei Kosovo, pentru a aduna un număr mare de susținători cu scopul de a fi ajutat la eliminarea liderilor comuniști din Voivodina, Kosovo și Republica Socialistă Muntenegru, având ca rezultat așa numita revoluție anti-birocratică. Ca urmare, Liga Comuniștilor Sârbi l-au ales președinte pe Miloșevici. Acesta a luat o măsură drastică pentru naționalismul albanez din Kosovo, și a făcut presiuni la guvernul iugoslav pentru a i se oferi puteri urgente cu scopul comunicării cu separatiștii kosovari. În plus, a redus autonomia provinciilor autonome Kosovo și Voivodina, și a instalat politicieni care îi sunt loiali, pentru a servi ca reprezentanții lor.
La Congresul de la Liga Comuniștilor Iugoslavi din 1990, Miloșevici și reprezentanții săi subordonați pentru Metohia, Kosovo, și Republica Socialistă Muntenegru, au încercat să nu se opună la opoziția Republicii Socialiste Slovenia, care s-au opus la măsurile luate împotriva provinciei Kosovo, prin blocarea tuturor reformelor propuse de reprezentanții sloveni. Tactica a eșuat iar Slovenia și aliata acesteia Croația au abdicat de la Partidul Comunist Iugoslav. Acest lucru a dus la destrămarea partidului comunist iugoslav, iar un an mai târziu a republicilor din Iugoslavia.

## Șefi de instituții

### PreședinteleASNOS(1944 - 1945)
- Siniša Stanković (12 noiembrie 1944 - 7 aprilie 1945)

### Președinți
- Președintele de prezidiu a Adunării Populare (1945 - 1953)
  - Siniša Stanković (7 aprilie 1945 - martie 1953)
- Președinții Adunării Naționale (1953 - 1974)
  - Petar Stambolić (decembrie 1953 - aprilie 1957)
  - Jovan Veselinov (aprilie 1957 - 26 iunie 1963)
  - Dušan Petrović (26 iunie 1963 - 6 mai 1967)
  - Miloš Minić (6 mai 1967 - 6 mai 1969)
  - Dragoslav Marković (6 mai 1969 - 19 aprilie 1974)
  - Živan Vasiljević (19 aprilie - 6 mai 1974)
- Președinți ai Președinției (1974 - 1990)
  - Dragoslav Marković (6 mai 1974 - 5 mai 1978)
  - Dobrivoje Vidić (5 mai 1978 - 5 mai 1982)
  - Nikola Ljubičić (5 mai 1982 - 5 mai 1984)
  - Dušan Čkrebić (5 mai 1984 - 5 mai 1986)
  - Ivan Stambolić (5 mai 1986 - 14 decembrie 1987)
  - Petar Gračanin (14 decembrie 1987 - 20 martie 1989)
  - Ljubiša Igić (20 martie - 8 mai 1989)
  - Slobodan Milošević (8 mai 1989 - 28 septembrie 1990)

### Prim-miniștrii
- Ministru pentru Serbia în guvernul iugoslav
  - Jaša Prodanović (7 martie 1945 - 9 aprilie 1945
- Președintele Guvernului
  - Blagoje Nešković (9 aprilie 1945 - 5 septembrie 1948)
  - Petar Stambolić (5 septembrie 1948 - 5 februarie 1953)
- Președintele Consiliului Executiv
  - Petar Stambolić (5 februarie 1953 - 16 decembrie 1953)
  - Jovan Veselinov (16 decembrie 1953 - 6 aprilie 1957)
  - Miloš Minić (6 aprilie 1957 - 9 iunie 1962)
  - Slobodan Penezić Krcun (9 iunie 1962 - 6 noiembrie 1964)
  - Stevan Doronjski (6 noiembrie 1964 - 17 noiembrie 1964)
  - Dragi Stamenković (17 noiembrie 1964 - 6 iunie 1967)
  - Đurica Jojkić (6 iunie 1967 - 7 mai 1969)
  - Milenko Bojanić (7 mai 1969 - 6 mai 1974)
  - Dušan Čkrebić (6 mai 1974 - 6 mai 1978)
  - Ivan Stambolić (6 mai 1978 - 5 mai 1982)
  - Branislav Ikonić (5 mai 1982 - 6 mai 1986)
  - Desimir Jevtić (6 mai 1986 - 5 decembrie 1989)
  - Stanko Radmilović (5 decembrie 1989 - 28 septembrie 1990)